# Leptocerus ganymedes
Leptocerus ganymedes is een schietmot uit de familie Leptoceridae. De soort komt voor in het Oriëntaals gebied.